# Gonocephalum depressum
Gonocephalum depressum es una especie de escarabajo del género Gonocephalum, tribu Opatrini, familia Tenebrionidae. Fue descrita científicamente por Fabricius en 1801.
En Kerala, India, la larva del escarabajo se considera una plaga de Ipomoea batatas.

## Distribución
Se distribuye por Sri Lanka, India, Bután, Nepal, Pakistán, Indonesia, Laos, Filipinas, Birmania, Taiwán, Afganistán y China.